# Élection gouvernorale de 2019 en Louisiane
L'Élection du gouverneur de Louisiane de 2019 a lieu les 12 octobre et 16 novembre 2019.
Le gouverneur sortant John Bel Edwards (démocrate) arrive en tête à l'issue de la primaire, toutefois sans obtenir la majorité des suffrages. Il affronte donc lors d'un ballotage l'homme d'affaires Eddie Rispone (républicain), arrivé deuxième lors de la primaire. Le représentant des États-Unis Ralph Abraham (républicain) est lui éliminé.
Edwards est réélu à l'issue du ballotage, obtenant 51,33 % des suffrages.

## Contexte
John Bel Edwards (démocrate) a été élu en 2015, lors d'un ballotage. Il était opposé au sénateur des États-Unis David Vitter (républicain) et avait alors fait basculer l'État de manière inattendue dans le camp démocrate.
Si la Louisiane a longtemps été un bastion du parti démocrate, à partir des années 1870, elle est devenue un fief du parti républicain au début des années 2000. La dernière élection présidentielle américaine où la Louisiane a voté démocrate remonte à 1996 avec la victoire de Bill Clinton. En 2019, les républicains détiennent les deux sièges représentant la Louisiane au Sénat des États-Unis et cinq des six sièges à la Chambre des représentants des États-Unis.

## Mode de scrutin
La Louisiane possède un mode de scrutin particulier quant à l'élection du gouverneur de l'État, mis en place en 1978. Tous les candidats, tous partis confondus, s'affrontent ainsi lors d'une primaire dite « primaire de Louisiane » ou encore « primaire de la jungle », qui s'apparente à un, premier tour. Si un candidat obtient la majorité absolue des suffrages lors de la primaire, il est immédiatement élu. Dans le cas contraire, les deux candidats arrivés en tête, quel que soit leur parti, s'affrontent lors d'un second tour dont le vainqueur est déclaré élu.

## Primaire

### Candidats
| Candidat | Candidat         | Parti       | Fonction politique |
| -------- | ---------------- | ----------- | --- |
|          | Ralph Abraham    | Républicain | Représentant des États-Unis pour le 5e district de Louisiane (depuis 2015)                                                                                                   |
|          | Oscar Dantzler   | Démocrate   | Homme d'affaires |
|          | John Bel Edwards | Démocrate   | Gouverneur de Louisiane (depuis 2016) Chef de la minorité à la Chambre des représentants de Louisiane (2012-2015) Représentant de Louisiane pour le 72e district (2008-2015) |
|          | Gary Landrieu    | Indépendant | Homme d'affaires |
|          | Patrick Landry   | Républicain | Artiste |
|          | Eddie Rispone    | Républicain | Homme d'affaires |

### Sondages
| Institut                | Date       | Abraham (Républicain) | Edwards (Démocrate) | Rispone (Républicain) |
| ----------------------- | ---------- | --------------------- | ------------------- | --------------------- |
| Institut                | Date       |                       |                     |                       |
| Trafalgar Group         | 10/10/2019 | 23 %                  | 48 %                | 25 %                  |
| Market Research Insight | 10/10/2019 | 17 %                  | 52 %                | 22 %                  |
| JMC Analytics           | 08/10/2019 | 20 %                  | 43 %                | 21 %                  |
| Emerson                 | 07/10/2019 | 19 %                  | 48 %                | 25 %                  |
| JMC Analytics           | 05/10/2019 | 19 %                  | 47 %                | 22 %                  |
| Mason-Dixon             | 04/10/2019 | 17 %                  | 45 %                | 22 %                  |
| WeAskAmerica            | 26/09/2019 | 17 %                  | 47 %                | 23 %                  |
| JMC Analytics           | 21/09/2019 | 18 %                  | 46 %                | 21 %                  |
| JMC Analytics           | 17/09/2019 | 24 %                  | 41 %                | 16 %                  |
| SMOR                    | 06/09/2019 | 24 %                  | 47 %                | 16 %                  |
| Market Research Insight | 16/08/2019 | 25 %                  | 52 %                | 19 %                  |
| JMC Analytics           | 29/04/2019 | 23 %                  | 38 %                | 7 %                   |
| Market Research Insight | 11/04/2019 | 17 %                  | 46 %                | 5 %                   |

### Résultats
| Candidats | Candidats        | Parti       | Voix      | %         |
| --------- | ---------------- | ----------- | --------- | --------- |
|           | John Bel Edwards | Démocrate   | 625 970   | 46,59     |
|           | Eddie Rispone    | Républicain | 368 319   | 27,42     |
|           | Ralph Abraham    | Républicain | 317 149   | 23,61     |
|           | Oscar Dantzler   | Démocrate   | 10 993    | 0,82      |
|           | Patrick Landry   | Républicain | 10 966    | 0,82      |
|           | Gary Landrieu    | Indépendant | 10 084    | 0,75      |
|           |                  |             |           |           |
| Total     | Total            | Total       | 1 343 481 | 1 343 481 |

## Ballotage

### Sondages

#### Edwards vs. Rispone
| Institut                | Date       | Edwards (Démocrate) | Rispone (Républicain) |
| ----------------------- | ---------- | ------------------- | --------------------- |
| Institut                | Date       |                     |                       |
| JMC Analytics           | 13/11/2019 | 47 %                | 46 %                  |
| Mason-Dixon             | 07/11/2019 | 48 %                | 46 %                  |
| JMC Analytics           | 26/10/2019 | 50 %                | 47 %                  |
| WeAskAmerica            | 16/10/2019 | 47 %                | 47 %                  |
| JMC Analytics           | 08/10/2019 | 48 %                | 39 %                  |
| Mason-Dixon             | 04/10/2019 | 51 %                | 42 %                  |
| Market Research Insight | 16/08/2019 | 55 %                | 25 %                  |
| JMC Analytics           | 29/04/2019 | 41 %                | 28 %                  |
| Market Research Insight | 11/04/2019 | 47 %                | 23 %                  |
| Remington Research      | 12/09/2018 | 52 %                | 29 %                  |

#### Edwards vs. Abraham
| Institut                | Date       | Edwards (Démocrate) | Abraham (Républicain) |
| ----------------------- | ---------- | ------------------- | --------------------- |
| Institut                | Date       |                     |                       |
| Mason-Dixon             | 04/10/2019 | 53 %                | 39 %                  |
| Market Research Insight | 16/08/2019 | 53 %                | 47 %                  |
| JMC Analytics           | 29/04/2019 | 40 %                | 36 %                  |
| Market Research Insight | 11/04/2019 | 45 %                | 28 %                  |
| Remington Research      | 12/09/2018 | 48 %                | 35 %                  |
| Mason-Dixon             | 22/02/2018 | 51 %                | 28 %                  |

### Résultats
| Candidats | Candidats        | Parti       | Voix      | %         |
| --------- | ---------------- | ----------- | --------- | --------- |
|           | John Bel Edwards | Démocrate   | 774 498   | 51,33     |
|           | Eddie Rispone    | Républicain | 734 286   | 48,67     |
|           |                  |             |           |           |
| Total     | Total            | Total       | 1 508 784 | 1 508 784 |